# Pyrophorus
Pyrophorus là một chi bọ cánh cứng trong họ 
Elateridae.
Chi này được miêu tả khoa học năm 1820 bởi Billberg.

## Các loài
Các loài trong chi này gồm:
- Pyrophorus angustus Blanchard, 1843
- Pyrophorus avunculus Costa, 1972
- Pyrophorus canaliculatus Eschscholtz, 1829
- Pyrophorus carinatus Eschscholtz, 1829
- Pyrophorus clarus Germar, 1841
- Pyrophorus cucujus Illiger, 1807
- Pyrophorus divergens Eschscholtz, 1829
- Pyrophorus dulcifer Costa, 1972
- Pyrophorus evexus Costa, 1972
- Pyrophorus expeditus Costa, 1972
- Pyrophorus foveolatus Germar, 1841
- Pyrophorus ignigenus Germar, 1841
- Pyrophorus indistinctus Germar, 1841
- Pyrophorus indulcatus Costa, 1972
- Pyrophorus ingens Costa, 1972
- Pyrophorus jocundus Costa, 1972
- Pyrophorus limbatus Candèze, 1863
- Pyrophorus lucidus Candèze, 1863
- Pyrophorus lucifer Illiger, 1807
- Pyrophorus magnus Costa, 1972
- Pyrophorus melitus Costa, 1972
- Pyrophorus mellifluus Costa, 1972
- Pyrophorus mutatus Candèze, 1893
- Pyrophorus nigropunctatus Drapiez, 1820
- Pyrophorus noctilucus (Linnaeus, 1758)
- Pyrophorus phosphorescens Laporte, 1840
- Pyrophorus pisticus Costa, 1972
- Pyrophorus plagiophthalmus Germar, 1841
- Pyrophorus punctatissimus Blanchard, 1843
- Pyrophorus pyropoecilus Germar, 1841
- Pyrophorus strabus Germar, 1841
- Pyrophorus stupendus Costa, 1972
- Pyrophorus tuberculifer Eschscholtz, 1829
- Pyrophorus validus Costa, 1972
- Pyrophorus veriloquus Costa, 1972

## Hình ảnh

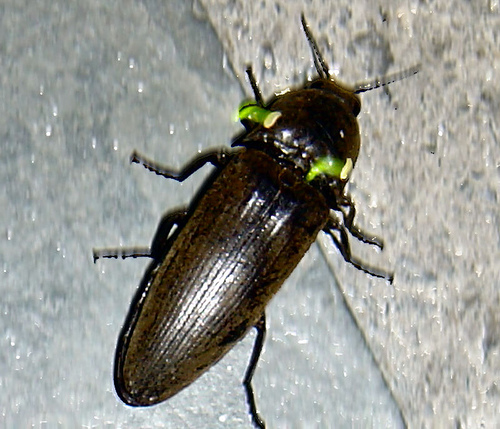
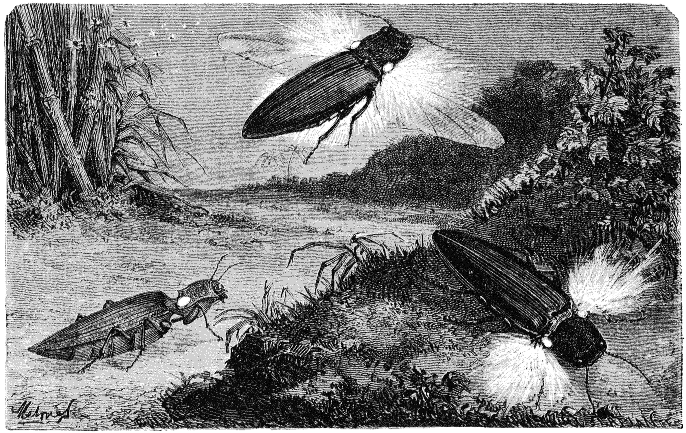